# La Planée
La Planée là một xã trong vùng hành chính Franche-Comté, thuộc tỉnh Doubs, quận Pontarlier, tổng Pontarlier. Tọa độ địa lý của xã là 46° 50' vĩ độ bắc, 06° 16' kinh độ đông. La Planée nằm trên độ cao trung bình là 943 mét trên mực nước biển, có điểm thấp nhất là 886 mét và điểm cao nhất là 1112 mét. Xã có diện tích 13.00 km², dân số vào thời điểm 1999 là 200 người; mật độ dân số là 15 người/km².

## Thông tin nhân khẩu
| 1962 | 1968 | 1975 | 1982 | 1990 | 1999 |
| ---- | ---- | ---- | ---- | ---- | ---- |
| 150  | 167  | 133  | 154  | 167  | 200  |

## Địa điểm tham quan
Nhà thờ của La Planée xuất phát nguyên thủy từ thế kỉ thứ 11 nhưng được xây mới trong thế kỉ thứ 18.